# Lyzon
Lyzon, Lyson – hellenistyczny rzeźbiarz grecki. Twórca posągu Demos Ateński (Lud Ateński) ustawionego w budynku archiwum miasta (Metroon) na ateńskiej agorze. Pliniusz podaje, że tworzył posągi zawodników, zbrojnych, myśliwych i ofiarników.